# Eyroles
 Eyroles  là một xã thuộc tỉnh Drôme trong vùng Auvergne-Rhône-Alpes in the Auvergne-Rhône-Alpes region đông nam nước Pháp. Xã Eyroles nằm ở khu vực có độ cao từ 380-805 mét trên mực nước biển.